# Drag Me to Hell
Drag Me to Hell is een Amerikaanse horrorfilm uit 2009 onder regie van Sam Raimi. Hij schreef het verhaal zelf samen met zijn oudere broer Ivan Raimi. De hoofdrollen worden vertolkt door Alison Lohman, Lorna Raver, en Justin Long.

## Inhoud

### Proloog
Een Mexicaans stel klopt in 1969 wanhopig aan bij Shaun San Dena (Flor de Maria Chahua) in de hoop dat die hun zoontje Juan kan helpen. Het jongetje stal drie dagen eerder een zilveren ketting van een zigeunerwagen. Toen zijn ouders daarachter kwamen, lieten ze hem het sieraad terugbrengen, maar de zigeuners weigerden de ketting terug te nemen en spraken een vloek over Juan uit. Sindsdien hoort het jongetje dag en nacht stemmen. San Dena haast zich met de familie naar binnen en begint een occult ritueel, maar daar is het te laat voor. Ze is net begonnen wanneer Juan door iets onzichtbaars over de balustrade wordt gegooid, de vloer openbarst en Juan door een grote klauw de vurige grond in wordt getrokken. Daarna sluit de vloer zichzelf weer.

### Verhaal
Christine Brown (Alison Lohman) werkt in 2009 bij de Wilshire Pacific Bank als beambte die moet beoordelen of aangevraagde leningen goed- of afgekeurd worden. Er is een vacature vrijgekomen als assistent-manager waarop ze aast, maar waarvoor haar baas Jim Jacks (David Paymer) ook haar hielenlikkende collega Stu Rubin (Reggie Lee) overweegt. Christine krijgt de oude zigeunervrouw Sylvia Ganush (Lorna Raver) aan haar bureau. Die komt voor de derde keer om uitstel van betaling vragen voor haar hypotheek. Christine gaat hierover overleggen met Jacks, maar die laat de beslissing aan haar over. Ganush haar zin geven is invoelend, haar afwijzen is financieel beter voor de bank, maar betekent wel dat de oude vrouw haar huis uit moet. Om Jacks te bewijzen dat ze kordate beslissingen kan nemen, vertelt Christine aan Ganush dat ze haar helaas niet meer kan helpen. Ganush gaat op haar knieën en smeekt Christine ten overstaan van de hele verdieping, maar Christine keert zich om en komt niet terug op haar besluit. Ganush voelt zich vernederd. Jacks vindt Christines beslissing de juiste.
Wanneer Christine aan het eind van de dag in de parkeergarage in haar auto stapt, verschijnt Ganush op de achterbank. Ze valt Christine hysterisch aan. Zij werkt Ganush de auto uit, maar de vrouw vervloekt Christine voor ze verdwijnt.
Christine heeft een relatie met de rationele hoogleraar Clay Dalton (Justin Long). Hij gelooft totaal niet in het bovennatuurlijke. Omdat Christine graag ziener Rham Jas (Dileep Rao) wil bezoeken, gaat hij toch mee naar binnen en betaalt voor haar. Jas schrikt en ziet dat er een vloek over Christine uitgesproken is. Clay overtuigt Christine ervan dat dit onzin is, maar als ze alleen thuis is, ziet ze silhouetten over de muren bewegen, verplaatsen spullen zich vanzelf en wordt ze door iets onzichtbaars tegen de muur gesmeten. Haar dokter denkt aan een posttraumatische stressstoornis volgend op de aanval van Ganush. Christine krijgt levendige nachtmerries over Ganush en op haar werk krijgt ze uit het niets een sproeiende bloedneus. Ze zoekt de familie Ganush op om de oude vrouw te vragen de vloek terug te nemen. Wanneer ze die vindt, blijkt dat op dat moment juist de uitvaart van Sylvia Ganush wordt gehouden. Ze is overleden en haar familie is Christine ook niet vriendelijk gezind.
Christine zoekt Jas opnieuw op. Hij zegt na enig aarzelen toe haar te helpen. Hij beredeneert dat Ganush 'de Lamia' heeft opgeroepen, een demon die drie dagen kwelt en dan de ziel van zijn slachtoffer komt halen om die voor eeuwig te laten branden in de Hel. De Lamia is aan Christine gehecht doordat Ganush een afgerukte knoop van haar jas heeft vervloekt en Christine daar de eigenaar van is. De knoop vernietigen maakt haar niet eigenaar-af, alleen iemand anders eigenaar maken werkt. Die oplossing lijkt Christine in eerste instantie makkelijk, maar ze kan niemand vinden die ze eeuwige verdoemenis wil aandoen. Naarmate haar angst groter wordt, neemt ze Jas' advies aan om een dier te doden en te offeren om de Lamia gunstig te stemmen. Ze denkt dat het heeft geholpen, maar wanneer ze thuis bij de vader (Chelcie Ross) en moeder (Molly Cheek) van Clay als enige bepaalde zaken hoort en ziet, weet ze beter. Spookverschijningen van Ganush duiken overal op om haar fysiek aan te vallen. Jas' laatste idee is om naar Shaun San Dena (Adriana Barraza) te gaan, die eerder te maken had met de Lamia en sindsdien wacht op een kans op wraak. Die wil voor het grote risico dat ze neemt alleen wel $10.000,- vergoeding. Dat heeft Christine niet, ook niet nadat ze zo'n beetje al haar spullen verkoopt. Wanneer ze de wanhoop nabij is, vertelt Clay haar dat hij San Dena heeft betaald. Het is zijn wereld niet, maar wat voor haar belangrijk is, is voor hem belangrijk.
San Dena wil een seance houden met Christine, Jas, haar helper Milos (Kevin Foster) en een geit erbij. Ze zal de Lamia oproepen en bezit van haar laten nemen, waarna Christine San Dena's hand op de geit moet leggen zodat de Lamia daarin overgaat. Milos moet de geit dan kelen. Het hele ritueel gaat zoals gepland, tot het moment dat Milos met zijn kapmes de geit mist. Het kost San Dena zoveel kracht om Milos te redden en de Lamia uit de kamer te verjagen, dat ze daarna sterft aan een hartaanval. Wanneer Christine aan Jas vraagt of ze een overledene de nieuwe eigenaar van de vervloekte knoop kan maken, beredeneert hij dat dit mogelijk moet zijn. Ze stopte de knoop in een envelop in haar tas. Christine graaft op het kerkhof Ganush op en stopt de meegebrachte envelop in diens mond.
Christine is ervan overtuigd dat haar laatste poging heeft gewerkt wanneer Jacks haar komt vertellen dat ze de functie als assistent-manager krijgt. Stu had oorspronkelijk de voorkeur, maar hij is betrapt bij het oplichten van de zaak en de poging Christine daar de schuld van te geven. Clay vraagt Christine op het station of zij weet waar de zeldzame munt is gebleven die hij in zijn verzameling wilde stoppen. Hij had hem in een envelop gestopt en in haar tas gedaan. Toen hij hem wilde pakken, zat in de envelop die hij vond een oude knoop. Christine heeft de enveloppen verwisseld. Wanneer ze dit beseft, valt ze van schrik achterover op het spoor. Voor de aanstormende trein haar kan raken, gaat de grond open en trekken klauwen van demonen Christine naar beneden, de Hel in. Clay blijft verbijsterd achter met de knoop in zijn hand.

## Rolverdeling
| - Alison Lohman - Christine Brown - Justin Long - Clay Dalton - Lorna Raver - Sylvia Ganush - Dileep Rao - Rham Jas - David Paymer - Jim Jacks - Adriana Barraza - Shaun San Dena | - Flor de Maria Chahua - Shaun San Dena (in 1969) - Chelcie Ross - Leonard Dalton - Reggie Lee - Stu Rubin - Molly Cheek - Trudy Dalton - Bojana Novaković - Ilenka Ganush - Kevin Foster - Milos |

## Achtergrond

### Ontwikkeling
Het originele verhaal voor Drag Me to Hell werd reeds tien jaar voor de film in productie ging geschreven door Sam Raimi en Ivan Raimi. De film ging in productie onder de werktitel 'The Curse. Het script was bedoeld als een moraliteitsverhaal; de hoofdpersoon wil een goed mens zijn, maar maakt een paar zonderijke, egoïstische beslissingen en betaalt daar de prijs voor. Sam en Ivan probeerden van Christine het centrale personage te maken en haar in elke scène voor te laten komen.
De film vertoont enige overeenkomsten met de Britse horrorfilm Night of the Demon, zoals de vloek die na drie dagen in werking zal gaan en de demonen zelf. Ook heeft de film overeenkomsten met Stephen Kings boek Thinner (en de verfilming) waarin eveneens sprake is van een vloek die een zigeuner uit wraak oplegt, die na verloop van tijd dodelijk is, en waar men alleen van afkomen door deze aan iemand anders door te geven.
Sam Raimi wilde al na voltooiing van de eerste versie van het script met de productie beginnen, maar vanwege zijn werk aan de Spider-Man-films liep de productie van Drag Me to Hell vertraging op.

### Productie
Nadat het project groen licht kreeg begon Sam Raimi met het selecteren van de acteurs. Ellen Page was de eerste keuze voor de rol van Christine, maar verliet het project vanwege een staking van de Screen Actors Guild. Zodoende kreeg Lohman de rol. Zij hield eigenlijk niet van horrorfilms, maar wel van de stunts die ze in de film mocht doen.
De productie van Drag Me to Hell begon op locatie in Tarzana, Californië. De productie was in handen van Grant Curtis en Rob Tapert. De montage werd verzorgd door Bob Murawski, die ook met Raimi had samengewerkt aan de Spider-Man filmreeks, The Gift, en Army of Darkness.
Voor de effecten in de film werd een combinatie van animatronics, chromakey en computeranimatie gebruikt. Bruce Jones was verantwoordelijk voor veel van de effecten. Vanwege de vele verschillende effecten die nodig waren, werden meerdere studio’s en bedrijven bij de film betrokken. De grootste bijdrage kwam van Tippett Studio. Andere studio’s die meewerkten waren Amalgamated Pixels, Ghost VFX, KNB Effects, Home Digital, Cinesoup en IE Effects.

### Filmmuziek
De muziek voor de film werd gecomponeerd door Christopher Young, die ook al mee had gewerkt aan Spider-Man 3 en The Gift. Het album omvat de volgende nummers:
1. "Drag Me to Hell" – 2:33
2. "Mexican Devil Disaster" – 4:33
3. "Tale of a Haunted Banker" – 1:52
4. "Lamia" – 4:06
5. "Black Rainbows" – 3:24
6. "Ode to Ganush" – 2:23
7. "Familiar Familiars" – 2:11
8. "Loose Teeth" – 6:31
9. "Ordeal by Corpse" – 4:35
10. "Bealing Bells with Trumpet" – 5:12
11. "Brick Dogs Ala Carte" – 1:46
12. "Buddled Brain Strain" – 2:51
13. "Auto-Da-Fe" – 4:31
14. "Concerto to Hell" – 5:59

### Uitgave en ontvangst
Drag Me to Hell werd op 15 maart 2009 in nog onvoltooide vorm vertoond aan een testpubliek tijdens het South by Southwest-festival. De première in voltooide vorm vond plaats op het filmfestival van Cannes in 2009. Op 29 mei 2009 ging de film in première in de Amerikaanse bioscopen.
De film bracht in het eerste weekend 15.825.480 dollar op en stond daarmee op de vierde plek. In het tweede weekend zakte de film naar de zevende plaats. Wereldwijd bracht de film 90.842.646 dollar op.
Reacties van critici op de film waren doorgaans positief. Op Rotten Tomatoes gaf 92% van de recensenten de film een goede beoordeling. Op Metacritic scoorde de film 83/100. Critici prezen vooral de combinatie van een enge, maar tegelijk humoristische en campy ondertoon die de film had.

## Prijzen en nominaties
Drag Me to Hell won in 2010 een Saturn Award voor beste horrorfilm.
De film werd daarnaast voor nog eens 7 prijzen genomineerd: nog 4 andere Saturn Awards (beste grime, beste hoofdrolspeelster (Alison Lohman), beste bijrolspeelster (Lorna Raver) en beste filmmuziek (van Christopher Young)), een Empire Award, een MTV Movie Award en een Teen Choice Award.